# بخش مرکزی شهرستان بوشهر
بخش مرکزی یکی از بخش‌های شهرستان بوشهر در استان بوشهر در جنوب کشور ایران است.

## تقسیمات کشوری
- بخش مرکزی
  - دهستان حومه
  - دهستان انگالی

شهرها: بوشهر و عالی‌شهر

## جمعیت
بنابر سرشماری مرکز آمار ایران، جمعیت بخش مرکزی شهرستان بوشهر در سال ۱۳۹۵ برابر با ۲۵۹۷۰۰ نفر بوده‌است.